# Karolina Kusek

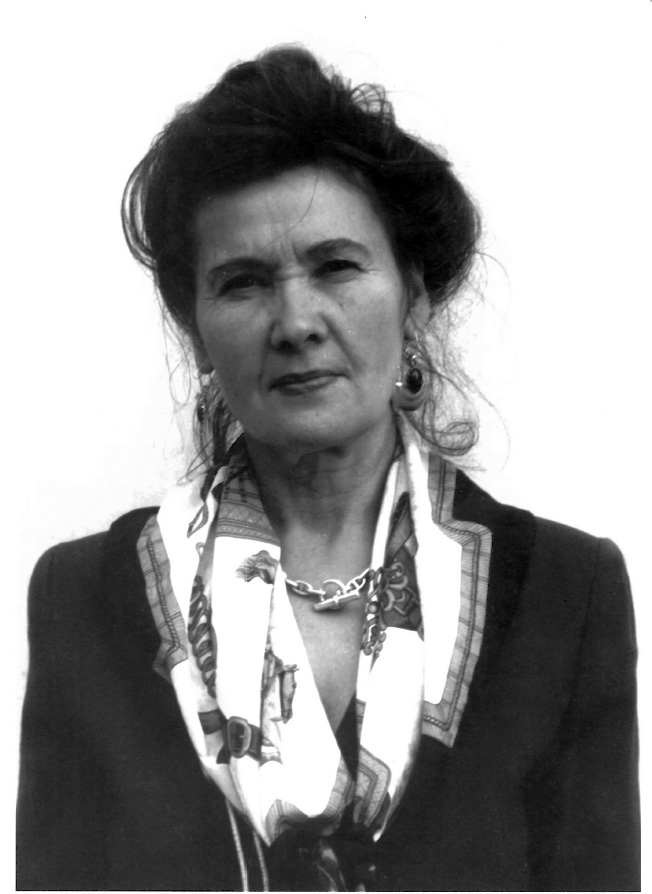
Karolina Kusek

Karolina Kusek (* 1940 in Ternopil) ist eine polnische Lyrikerin und Journalistin.
Sie lebt in Wrocław und schreibt Gedichte, Epigramme, Aphorismen und Liedtexte. 

## Leben und Wirken
Sie absolvierte die Violinklasse an der Musikschule, die Fachrichtung Polonistik an der Universität ihrer Heimatstadt und die Warschauer Maria-Grzegorzewska-Akademie für Spezialpädagogik, arbeitete im Breslauer Ossoliński-Buchverlag und anschließend als Journalistin bei den Tageblättern „Słowo Polskie“ und „Słowo Powszechne“.
Ihren literarischen Einstand gab sie 1970 in der Kinderzeitschrift „Miś“ mit dem Gedicht „Husch, Rakete!“. 1982 erschien ihr erster Kindergedichtband „Sonnenblumennoten“.
Kusek hat 23 Gedichtbände überwiegend für und über Kinder verfasst, dazu gehören „Auf der Erde und darüber“, „Feldspaziergang“, „Farben des Sommers“, „Deine Worte“, „Mit der Oma an der Hand“, „Meine Landschaften“, „Mit Sonnenschein gemalt“, „Bilder aus unserer Kindheit“, „Der Sonne entgegen“, „Auf Tintenspur“, „Der Stimme des Herzens folgend“, „Mein Blick taucht ein ins Reich des Kindes“. Für das Breslauer Opernhaus schrieb sie eine Fassung von E.T.A. Hoffmanns „Nussknacker“ zu Tschaikowskis gleichnamigen Ballett, ebenso das Bühnenstück „Eine Gießkanne voller Tränen“.
In ihrem Werk konzentriert sich Kusek auf Alltag, Erfahrungen, Gefühle von Kindern. Ihre Gedichte wurden ins Englische, Spanische, Französische, Russische, Tschechische, Ukrainische, Italienische und Deutsche übersetzt. Veröffentlicht wurden sie auch in pädagogischen Zeitschriften, in der Landes- und Regionalpresse sowie in Kindergedichtanthologien und Lehrbüchern für Schulen und Kindergärten. 

## Auszeichnungen
- 2012 Maria Konopnicka Literaturpreis

| Personendaten    | Personendaten                        |
| ---------------- | ------------------------------------ |
| NAME             | Kusek, Karolina                      |
| KURZBESCHREIBUNG | polnische Lyrikerin und Journalistin |
| GEBURTSDATUM     | 1940                                 |
| GEBURTSORT       | Ternopil                             |